# Синчець
Синче́ць (болг. Синчец) — село в Кирджалійській області Болгарії. Входить до складу общини Ардино.

## Населення
За даними перепису населення 2011 року у селі проживали 58 осіб, з них 48 осіб (96,0%) — турки.
Розподіл населення за віком у 2011 році:
Динаміка населення: